# 国会广场 (布宜诺斯艾利斯)

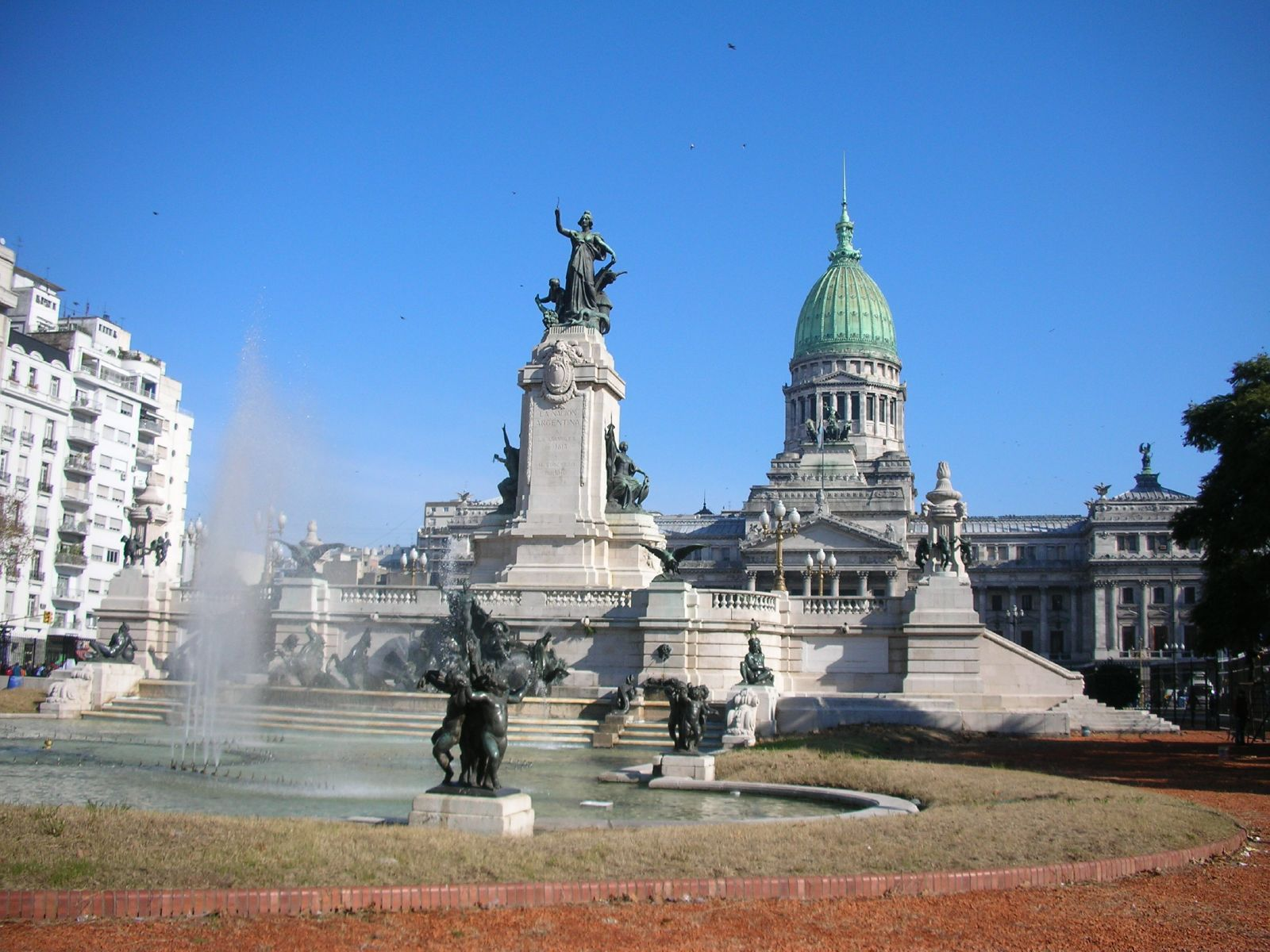
两届议会纪念碑

国会广场（Plaza del Congreso）是布宜诺斯艾利斯阿根廷国会大厦东侧的一个公共开放空间，连同毗邻的两个广场，面积共3公顷。所有阿根廷国家公路的零公里里程碑就在此广场。
国会广场上是两届议会纪念碑（Monumento de los dos Congresos），青铜雕像是比利时艺术家 Jules Lagae（1862年至1931年）的作品，两侧的人物代表1813年大会和1816年国会。它是在布鲁塞尔创作，于1914年7月9日在布宜诺斯艾利斯开幕。

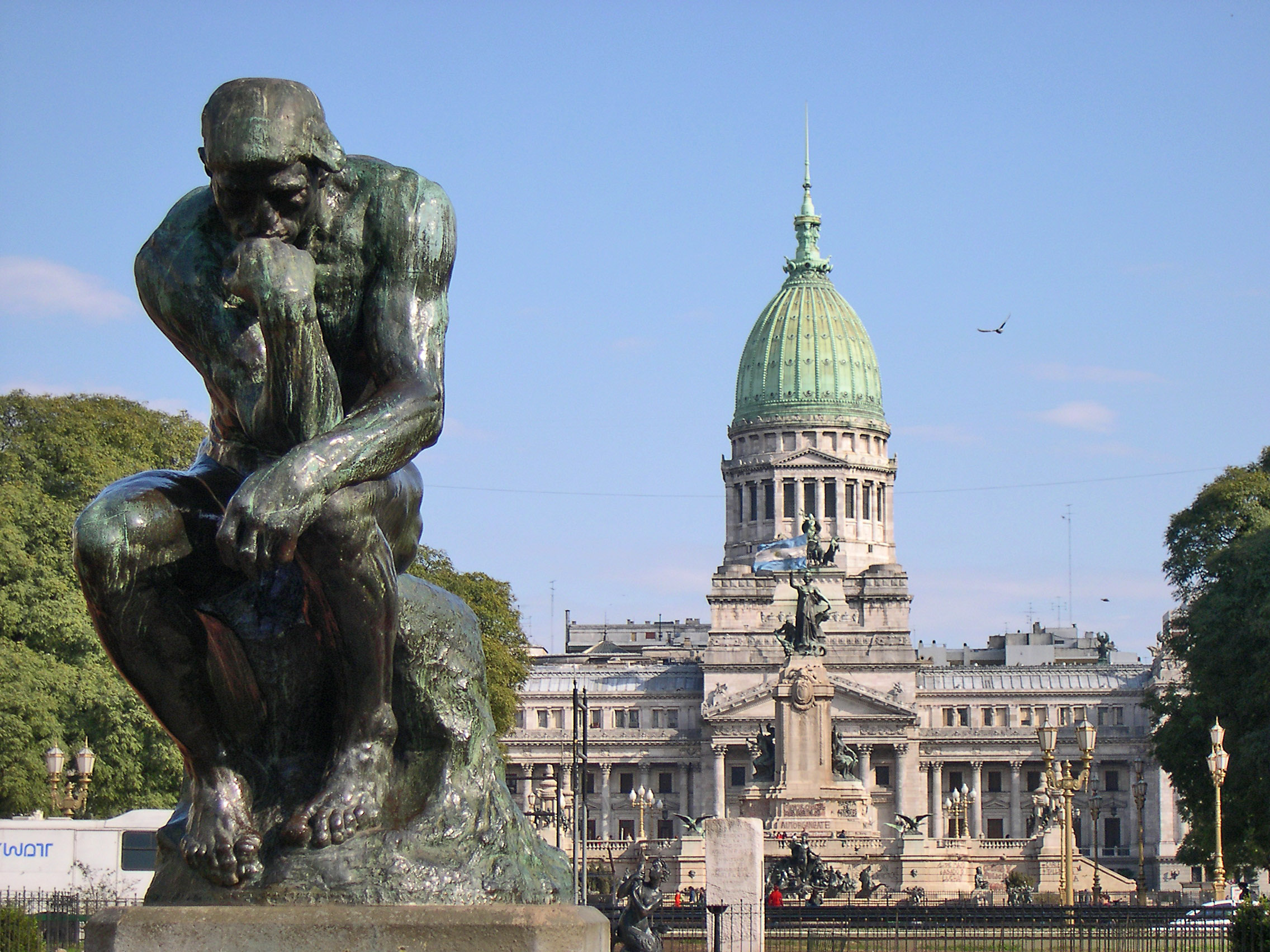
思想者

1997年，三个广场和两届议会纪念碑均列为国家历史古迹。

广场平面